# Alfredo Torero
Alfredo Augusto Torero Fernández de Córdova (* 10. September 1930 in Huacho, Departement Lima; † 19. Juni 2004 in Valencia, Spanien) war ein peruanischer Anthropologe und Linguist.

## Schulische und akademische Laufbahn
Alfredo Torero wuchs in Huacho an der peruanischen Pazifikküste bei Lima auf, wo er die Schule Colegio San José de los Hermanos Maristas und sodann die Sekundarschule Colegio Nacional de Nuestra Señora de Guadalupe besuchte und abschloss. Hier lernte er Mitschüler aus ganz Peru mit unterschiedlichen Sprachen kennen, was sein Interesse an den indigenen Sprachen Perus weckte.
Torero studierte Anthropologie und Linguistik an der Universidad Nacional Mayor de San Marcos (UNMSM), um dann für sein Doktorat nach Paris zu gehen. Dort wurde er 1967 bei André Martinet an der Universität von Paris mit seiner Doktorarbeit Le puquina, la troisième langue générale du Pérou promoviert.
Nach seiner Rückkehr nach Peru war Torero zunächst vier Jahre an der Universidad Nacional Agraria La Molina (UNALM) in La Molina (Lima) und wechselte dann zur UNMSM, wo er von 1982 bis 1999 Direktor des Instituts für linguistische Forschung war.

## Linguistische Arbeiten
Alfredo Torero wurde berühmt durch die Veröffentlichung seines Artikels Die Dialekte des Quechua im Jahre 1964, auf Grund dessen er als der Begründer der andinen Linguistik gilt. In seine linguistischen Untersuchungen bezog er die kulturellen Aspekte der Ethnien der Anden mit ein. Neben dem Quechua und Aymara forschte er auch über ausgestorbene Sprache wie z. B. das Mochica und Puquina.
Auf Torero und seinen Kollegen Gary Parker, der unabhängig von ihm zu ähnlichen Ergebnissen kam, geht die noch heute gültige Klassifikation der Quechua-Sprachfamilie zurück. Eine wichtige Erkenntnis aus seinen Untersuchungen ist unter anderem auch, dass der Ursprung des Quechua nicht in der Inka-Hauptstadt Cusco, sondern im Raum Lima zu suchen ist.

## Politische Verfolgung unter Alberto Fujimori und Exil in Europa
Da Torero das brutale Vorgehen der peruanischen Streitkräfte und der Todesschwadronen gegen indigene Bauern – bei denen er ja selbst oft Feldforschung betrieben hatte – und gegen als politisch verdächtig erscheinende Personen während des Bewaffneten Konflikts in Peru offen kritisierte, geriet er selbst ins Fadenkreuz des Regimes von Alberto Fujimori. Am 19. September 1990 wurde er im Haus seiner damaligen Lebensgefährtin Ruth Shady von DIRCOTE-Einheiten (Dirección contra el terrorismo) festgenommen und ihm Mitgliedschaft in der terroristischen Organisation Sendero Luminoso vorgeworfen. 15 Tage lang wurde er in den Verhörzellen des DIRCOTE gefoltert, wobei ihm die Augen dauerhaft geschädigt wurden, und kam anschließend in ein Krankenhaus. Der gerade zuständige Haftrichter sah keinen Haftgrund, warnte jedoch, dass dies viele Kollegen anders sähen. Torero kam erst einmal frei, doch versuchten Sicherheitsbeamte dreimal, ihn zu töten. Bald nach seiner Freilassung entschloss er sich zur Flucht nach Europa, und bereits am 5. Juli 1991 wurde erneuter Haftbefehl gegen ihn erlassen. Die an jenem Tag Inhaftierten starben am 6. und 9. Mai 1992 im Gefängnis Castro Castro bei einer unprovozierten Attacke der Peruanischen Nationalpolizei. Nach Überzeugung seiner Freunde rette sich Torero durch seine Flucht vor der Ermordung durch die Fujimori-Diktatur. Eine Rückkehr nach Peru war nicht mehr möglich, denn bis zu seinem Tod waren mehrere Verfahren wegen Terrorismus anhängig, verbunden mit drohender Inhaftierung. Alfredo Torero erhielt in den Niederlanden politisches Asyl, zog aber dann nach Spanien, wo er sich in Valencia niederließ und 2004 verstarb, ohne Peru noch einmal gesehen zu haben. Er arbeitete unter anderem mit den Universitäten von Valencia, Salamanca und Valladolid zusammen.

## Werke (auf Spanisch)
- Los dialectos quechuas. Anales Científicos de la Universidad Agraria 2, pp. 446-478. Lima, 1964.
- Lingüística e historia de la Sociedad Andina, Anales Científicos de la Universidad Agraria VIII, 3-4. Lima, 1970.
- El quechua y la historia social andina. Lima, Universidad Ricardo Palma. 240 p., 1974.
- La familia lingüística quechua. En: Pottier, Bernard (ed.) América Latina en sus lenguas indígenas. Caracas; Monte Avila Editores, C.A. pp. 61-92., 1983.
- El comercio lejano y la difusión del quechua. El caso del Ecuador. Revista Andina, pp. 367-402, Cusco, 1984.
- Áreas toponímicas e idiomas en la sierra norte peruana: un trabajo de recuperación lingüística. En: Revista Andina, pp. 217-257, Cusco, 1986.
- Procesos lingüísticos e identificación de dioses en los Andes centrales. En: Revista Andina, pp. 237-263, Cusco, 1990.
- Los sibilantes del quechua yunga y del castellano en el siglo XVI. En: Calvo Pérez, Julio (ed) Estudios de lengua y cultura amerindias I,  Valencia: Universidad de Valencia, Departamento de teoría de los lenguajes, p. 241-254, 1994.
- Entre Roma y Lima: El Lexicón quichua de fray Domingo de Santo Tomás [1560]. En: Zimmermann, Klaus (ed). La descripción de las lenguas amerindias en la época colonial (Bibliotheca Ibero-Americana, 63), pp. 271-290. 1997.
- El marco histórico-geográfico en la interacción quechua-aru. En: Dedenbach-Salazar Sáenz, Sabine; Arellano Hoffmann, Carmen; König, Eva; Prümers, Heiko (ed) 50 años de estudios americanistas en la Universidad de Bonn: nuevas contribuciones a la arqueología, etnohistoria, etnolingüística y etnografía de las Américas = 50 years americanist studies at the University of Bonn: new contributions to the archaeo (Bonner Amerikanistische Studien, 30 / Estudios americanistas de Bonn, 30), pp. 601-630. 1998.
- Idiomas de los Andes. Lingüística e historia. Lima, IFEA. 565 p. 2002.